# Stojanówek
Stojanówek (niem. Ober Penzighammer) – część wsi Stojanów w Polsce, położona w województwie dolnośląskim, w powiecie zgorzeleckim, w gminie Pieńsk. Leży na południe od Stojanowa.

## Historia
Dawniej samodzielna wieś i gmina jednostkowa. Od 1945 w Polsce, gdzie ustanowił gromadę w gminie Pieńsk w powiecie zgorzeleckim w województwie wrocławskim. 
W latach 1975–1998 miejscowość położona była w województwie jeleniogórskim.